# Skidmore, Owings and Merrill
Skidmore, Owings and Merrill es un estudio de ingeniería y arquitectura estadounidense, también conocido bajo las siglas SOM. Fue constituido en Chicago por Louis Skidmore y Nathaniel A. Owings en el año 1936. En 1939 se incorporó John Merrill y también Gordon Bunshaft, que fue el principal diseñador en SOM durante más de 40 años y recibió el más alto honor de la profesión, el Premio de Arquitectura Pritzker, en 1988.
Bajo la visión de Bunshaft SOM se caracterizó desde el principio por sus rascacielos en forma de caja de cristal, un estilo en el que fue pionero. El estudio ha construido los rascacielos más altos de los Estados Unidos y ha dedicado por ello de forma permanente una buena parte de sus colaboradores a los cálculos de estructuras. La arquitectura de SOM es sobria y elegante, sin elementos de adorno innecesarios. En sus proyectos domina el aspecto estructural de sus edificios, sin que ello les confiera una apariencia tecnificada. Los tres socios que dan el nombre a la firma han fallecido. Dado que el estudio estaba bien organizado, contaba con buenos profesionales y gozaba de un elevado prestigio a nivel internacional, pudo seguir trabajando, manteniéndose fiel a los criterios arquitectónicos de los tres socios iniciales. 
A lo largo de sus más de 65 años de existencia, SOM ha recibido más de 800 premios de arquitectura y diseño. En 1961 recibió el primer premio del Instituto Americano de Arquitectura concedido a un estudio de arquitectura, y lo volvió a ganar en 1996. 
Actualmente dispone de oficinas en Chicago, Nueva York, San Francisco, Washington, Los Ángeles, Londres, Hong Kong y São Paulo.

## Trayectoria como pioneros de la arquitectura moderna

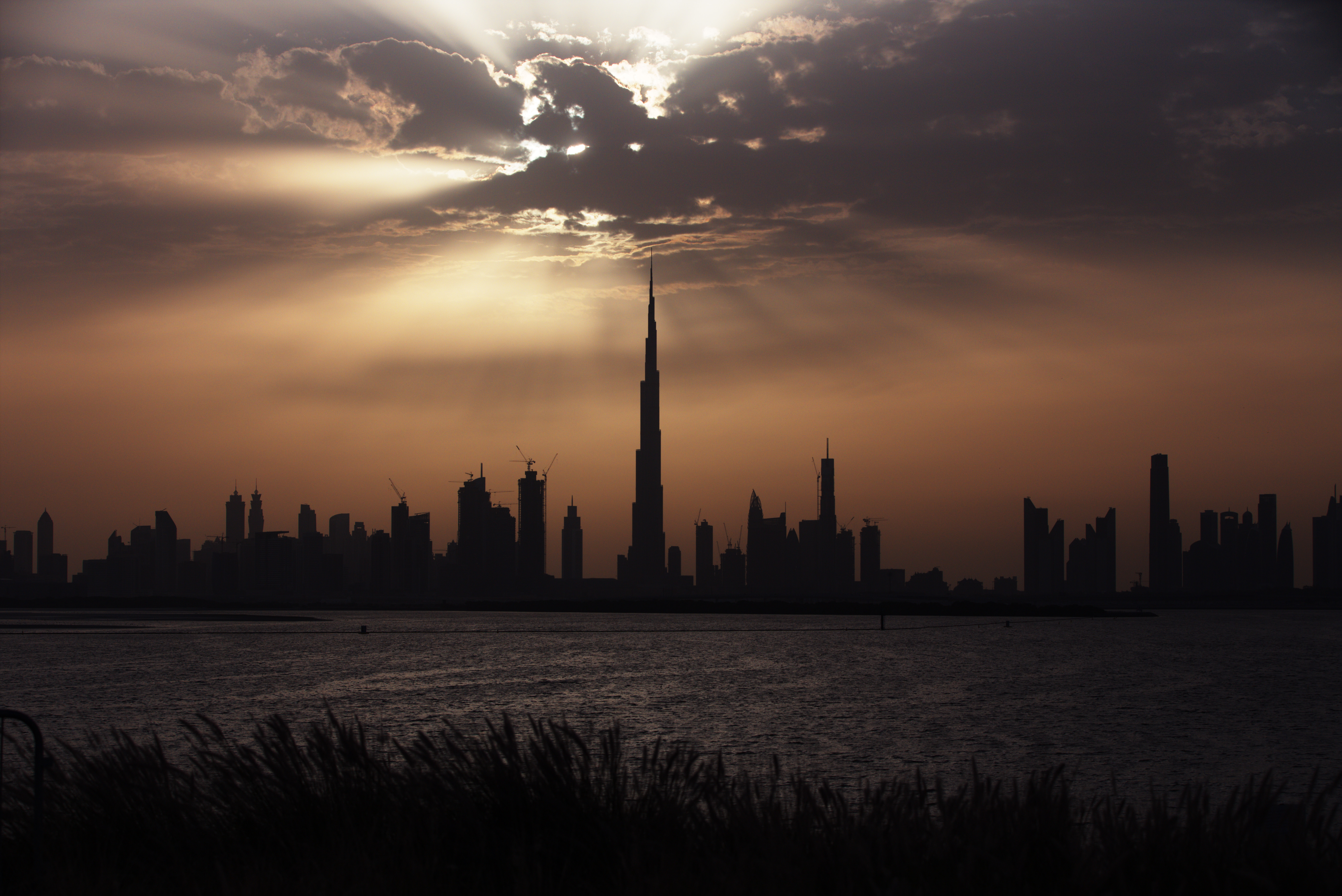
Burj Khalifa, edificio más alto del mundo ubicado en Dubái.

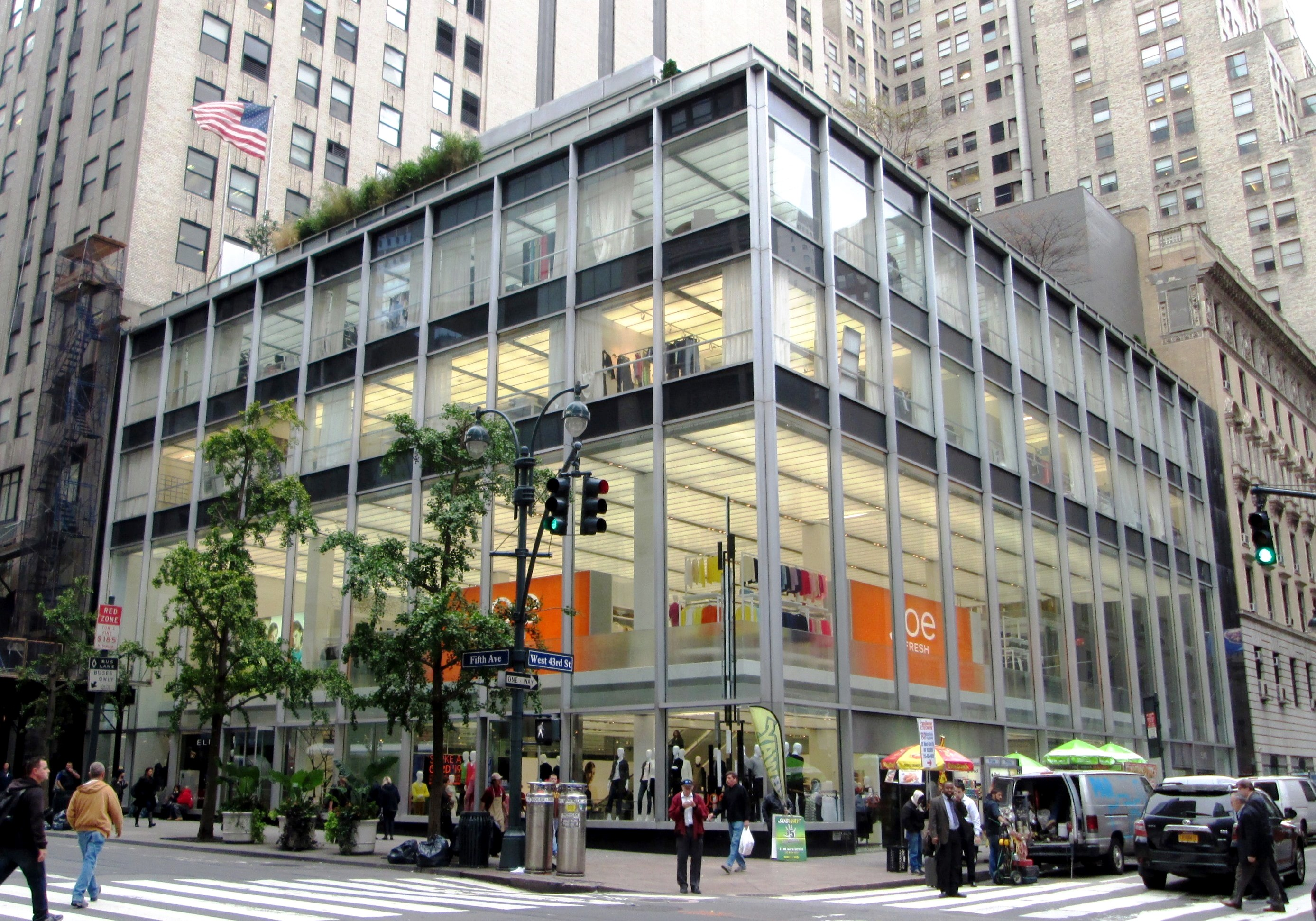
Manufacturers Trust Company Building at 510 Fifth Avenue, Manhattan.

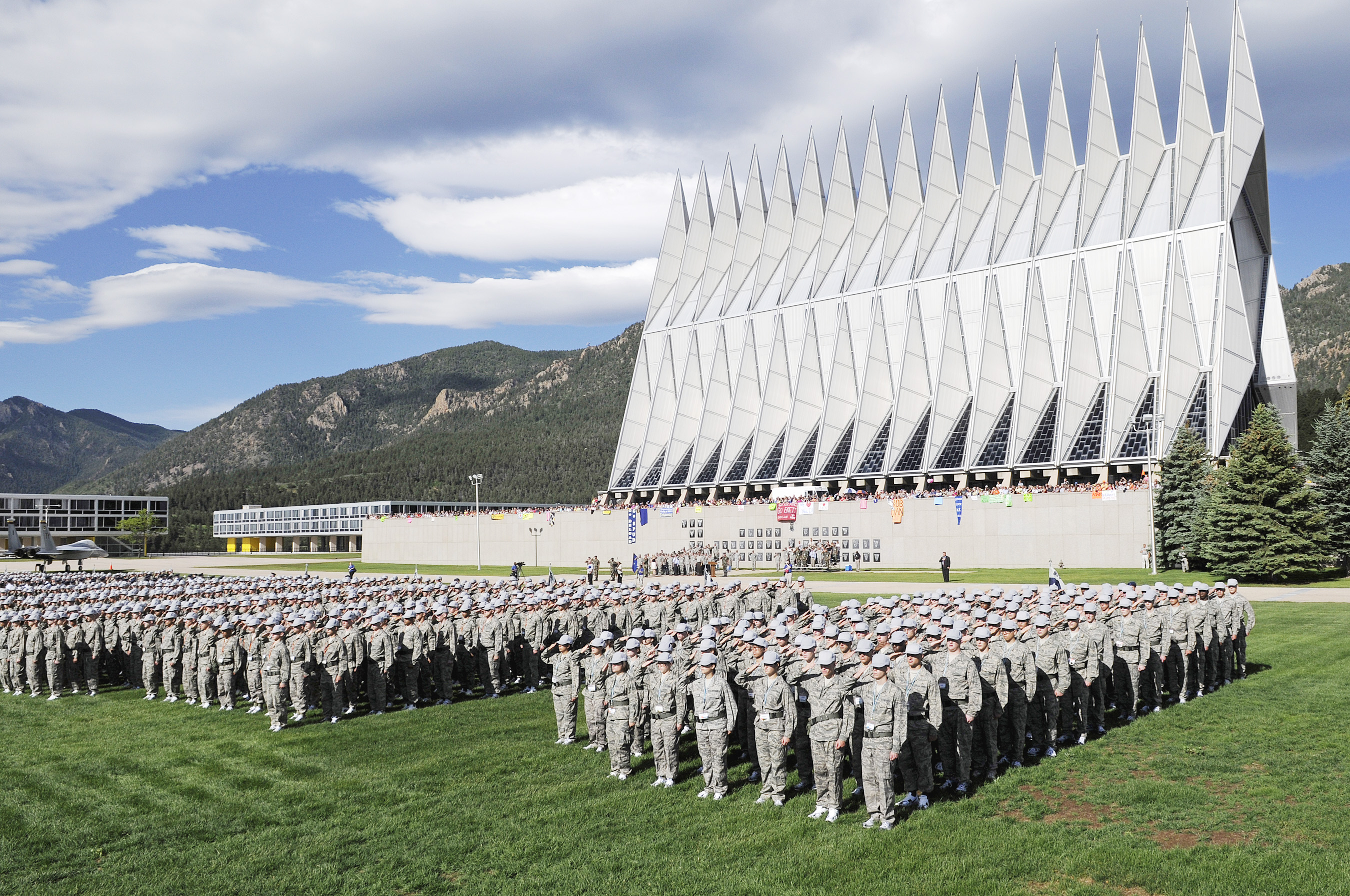
Air Force Academy Oath of Office

Muchos de los diseños de posguerra de SOM son reconocidos como íconos de la arquitectura moderna estadounidense. El proyecto inicial más influyente de la empresa fue Lever House, terminado en 1952 para convertirse en el primer edificio de oficinas de estilo internacional de Nueva York. Construido de vidrio y acero en una época en la que Park Avenue estaba llena de edificios de mampostería, Lever House introdujo una elegante estética modernista que encarnaba el espíritu de la época e influía en toda una generación de edificios de gran altura. Como escribió el historiador de la arquitectura Reyner Banham en 1962: “Le dio expresión arquitectónica a una época justo cuando la era estaba naciendo ... Lever House fue un éxito incontrolable, imitado y a veces entendido en todo el mundo americanizado, y una de las miradas de Nueva York ”. En 1982, la Comisión de Preservación de Monumentos Históricos de la ciudad de Nueva York designó a Lever House como monumento oficial.

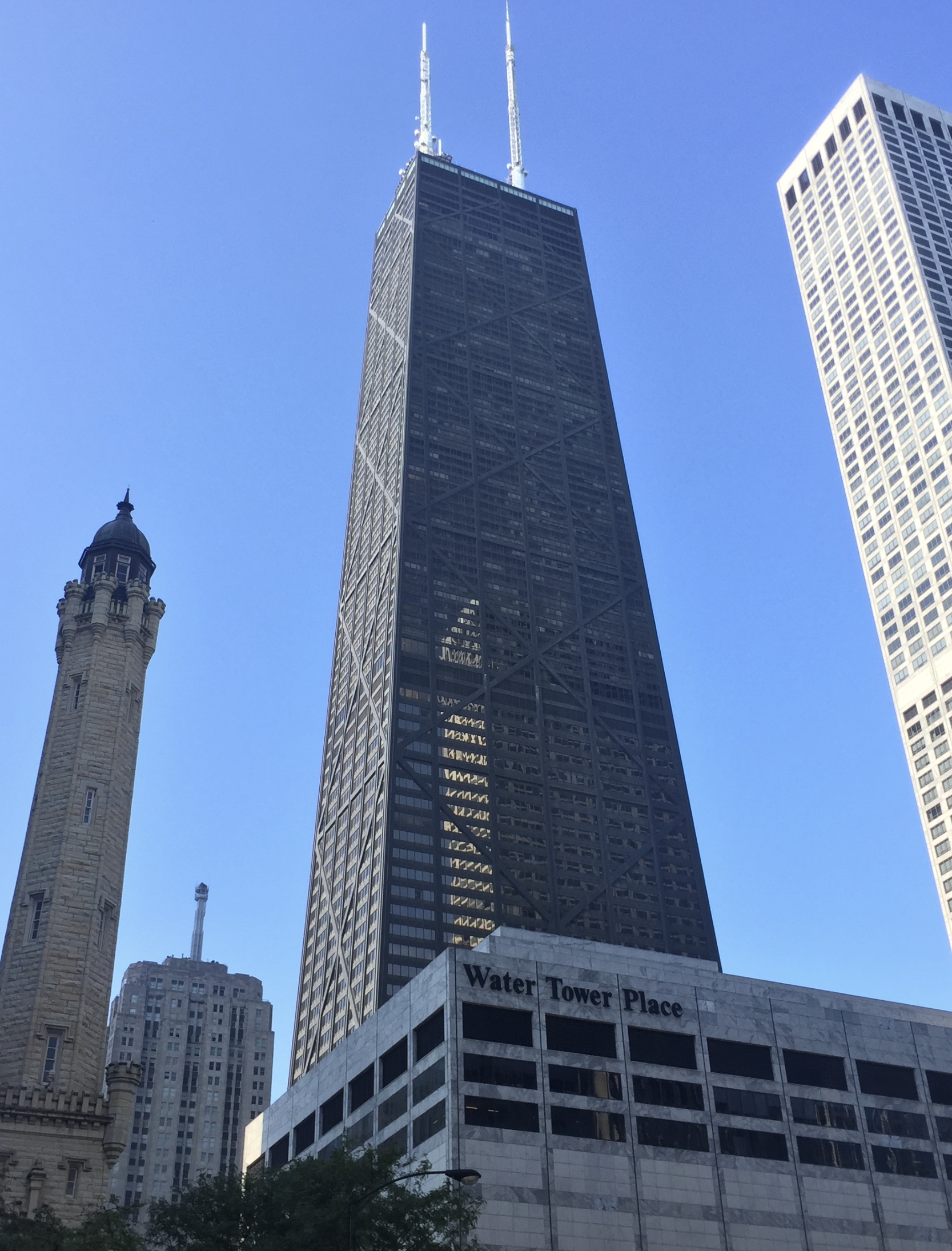
John Hancock Center 2019

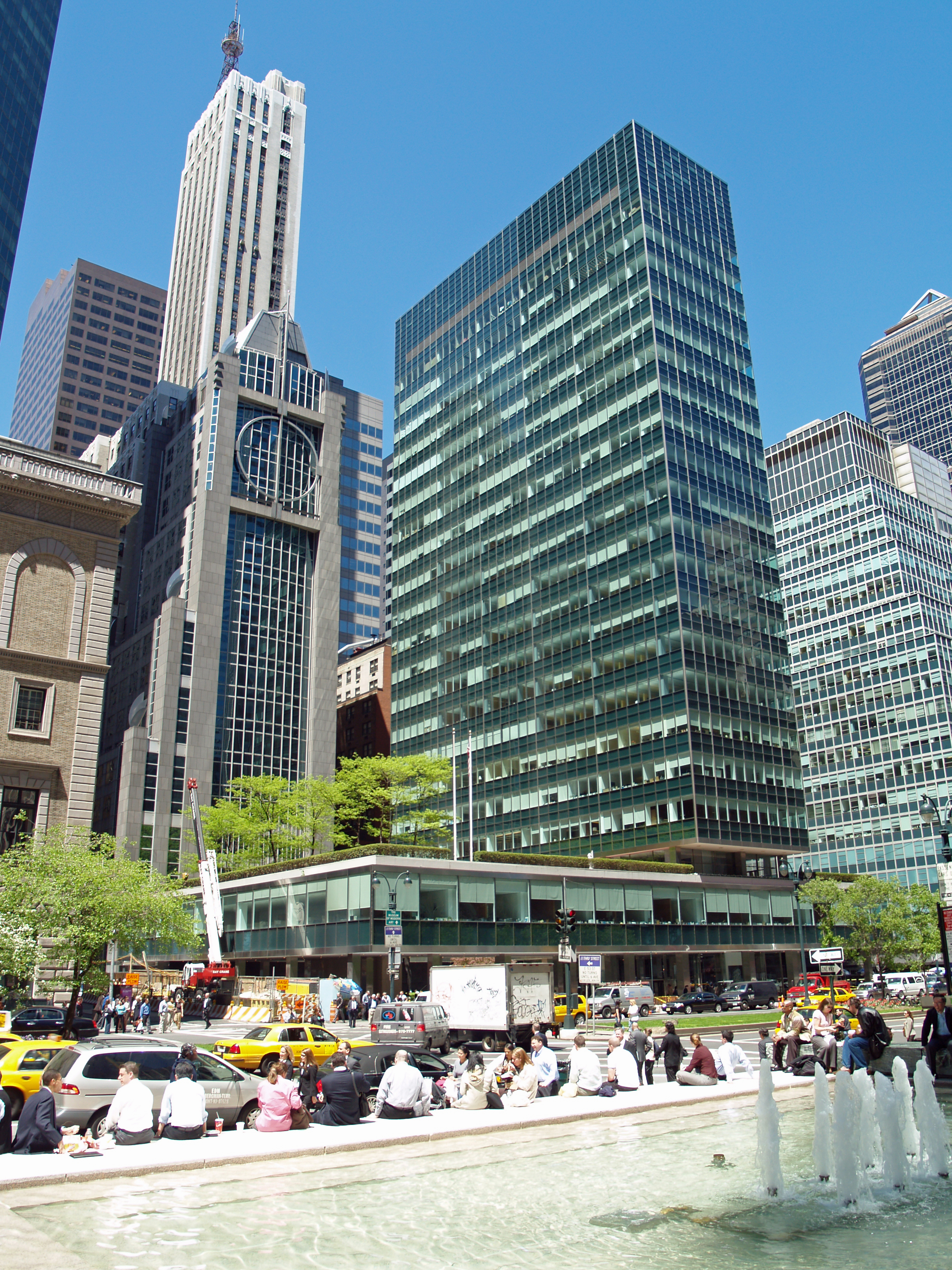
Lever House, 390 Park Avenue, Manhattan.

El influyente trabajo modernista de SOM en Nueva York incluyó el edificio de la Manufacturers Trust Company, terminado en 1954 como el primer edificio de un banco de estilo internacional en Estados Unidos, y la sede mundial de Pepsi-Cola, terminada en 1960.El historiador de la arquitectura Henry-Russell Hitchcock calificó el edificio de Pepsi como "lo último en refinamiento de proporción y elegancia de materiales", mientras que la crítica del New York Times Ada Louise Huxtable lo colocó "en la parte superior de la lista, con Seagram y Lever House, de los pocos hitos modernos de la ciudad". El año siguiente vio la finalización de One Chase Manhattan Plaza (más tarde 28 Liberty Street), el primer edificio de estilo internacional que se levantó en el distrito financiero de la ciudad de Nueva York. El proyecto se destaca por ayudar a cambiar el rumbo de un éxodo empresarial a Midtown Manhattan y los suburbios y reafirmó al Bajo Manhattan como un distrito comercial viable después de años de declive. El diseño de SOM para 28 Liberty Street también transformó el paisaje urbano abarrotado del distrito financiero al crear una plaza que rodea la torre, un concepto novedoso que se adoptaría en muchos proyectos futuros.
Otro ejemplo clave del legado modernista de SOM se encuentra en Colorado Springs, donde SOM planificó un campus para la Academia de la Fuerza Aérea de EE. UU. Construido entre 1958 y 1968, el campus rompió con las tradiciones de West Point y Annapolis para convertirse en la primera academia militar estadounidense diseñada en el estilo moderno. La pieza central del campus es la Capilla de los Cadetes, diseñada por el arquitecto Walter Netsch. El Instituto Americano de Arquitectos otorgó al edificio su prestigioso Premio Veinticinco Años, otorgado a obras arquitectónicas de importancia duradera.

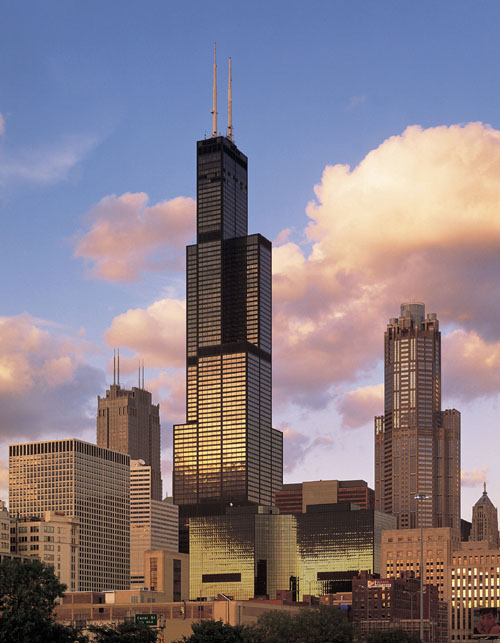
Willis Tower, habitualmente conocida como la Torre Sears (Sears Tower), en Chicago.

## Ámbitos de actuación significativos

### Diseño sostenible
SOM tiene una larga historia de innovación en arquitectura y diseño sostenibles. Ya en 1969, el fundador de SOM, Nathaniel Owings, escribió: “Las civilizaciones dejan marcas en la Tierra por las que son conocidas y juzgadas. En gran medida, la naturaleza de su inmortalidad se mide por lo bien que sus constructores hicieron las paces con el medio ambiente ". (fuente: Nathaniel Owings, "The American Aesthetic", Harper & Row, 1969) Este espíritu ha dado forma al viaje de la empresa hacia prácticas sostenibles. Un ejemplo temprano es la sede que diseñó para la Weyerhaeuser Company, terminada en 1971, que ha sido llamada el “edificio verde original” no solo por su integración en el paisaje circundante, sino también por su uso innovador de sistemas de construcción eficientes. Otro hito en la arquitectura sostenible a gran escala fue la finalización de la sede de la Oficina del Censo de EE. UU. En 2007, el primer edificio de oficinas federales en recibir la certificación LEED. Al igual que Weyerhaeuser, el diseño del campus funciona en conjunto con su entorno natural e incorpora una variedad de estrategias de diseño para reducir su impacto ambiental.
En 2015, SOM completó el primer edificio escolar de energía neta cero en la ciudad de Nueva York y uno de los primeros en todo el mundo. La Escuela Kathleen Grimm de Liderazgo y Sostenibilidad en Sandy Ground, Staten Island, ha sido premiada por su desempeño en sostenibilidad por organizaciones como el Instituto Americano de Arquitectos, la Sociedad de Arte Municipal y el Instituto Urban Land. SOM ha sido reconocida por su investigación y experimentación con nuevas tecnologías de ahorro de energía y reducción de carbono, como una torre de madera y un diseño de losa de hormigón modificado.

### Innovación de gran altura
En la década de 1970, SOM fue pionera en una nueva era de diseño de rascacielos con su trabajo en Chicago, incluido el John Hancock Center (completado en 1970) y la Willis Tower (anteriormente Sears Tower), que se convirtió en la estructura más alta del mundo tras su finalización en 1973 y siguió siéndolo durante más de 20 años. Ambas torres son el resultado de la colaboración entre el arquitecto Bruce Graham y el ingeniero Fazlur Rahman Khan, que a menudo se considera el mayor ingeniero estructural del siglo XX. Khan inventó un sistema de estructura tubular que hizo posible construir más alto que nunca. Este sistema ha sido adaptado y todavía se utiliza hoy en día para algunos de los edificios más altos del mundo más recientes, incluido el Burj Khalifa de 828 metros de altura, diseñado por SOM y terminado en 2010.

### Innovación en diseño digital
En las décadas de 1960 y 1970, SOM fue uno de los primeros líderes en diseño asistido por ordenador, desarrollando herramientas digitales internas que precedieron a los sistemas CAD ampliamente utilizados en la actualidad. Este trabajo rápidamente demostró ser valioso en la generación de herramientas de análisis estructural que fueron adoptadas por Fazlur Khan y su equipo de ingeniería, ayudando al diseño de proyectos como el John Hancock Center.
La actividad de un grupo de investigación experimental en SOM conocido como Computer Group ejemplifica un esfuerzo particularmente productivo dentro de la firma para incorporar la investigación tecnológica a su práctica. Durante las décadas de 1970 y 1980, los miembros del grupo dedicado relativamente pequeño presionaron para integrar las capacidades mejoradas de almacenamiento de datos y análisis en varias fases del proceso de diseño. A través de estas iniciativas, SOM pudo identificar el potencial de la informática no solo para acelerar los cálculos necesarios, sino también para introducir nuevas formas de representar y compartir información. Así como la ingeniería estructural llegó a ser vista desde el principio en SOM como un medio de generar, en lugar de simplemente realizar ideas arquitectónicas, con un esfuerzo concertado, la informática ganó credibilidad en la firma, y finalmente en toda la industria, como un catalizador para la innovación arquitectónica. En 1980, un equipo interno de SOM creó Architecture Engineering Systems, un programa informático que se utilizó para estudiar sistemas estructurales complejos y demandas de energía. Este programa se considera un precursor del conjunto de herramientas de modelado de información de construcción (BIM) que ahora utiliza la profesión.

### Integración de arte y arquitectura
Durante décadas, muchos de los proyectos de SOM han presentado obras de arte de artistas importantes. En muchos casos, los arquitectos e ingenieros de la firma desempeñaron un papel esencial en la puesta en marcha, la ingeniería y la instalación de las obras de arte, como en el Chicago Picasso, una escultura de acero de 50 pies de altura en el centro cívico de la ciudad. Joan Miró, Alexander Calder, Isamu Noguchi, Harry Bertoia, Richard Lippold y Jean Dubuffet se encuentran entre los artistas cuyo trabajo ha sido parte integral de los proyectos de SOM. Más recientemente, los arquitectos e ingenieros de SOM han colaborado con artistas como James Turrell, Janet Echelman, Iñigo Manglano – Ovalle, James Carpenter y Jaume Plensa.

### Diseño y planificación urbana

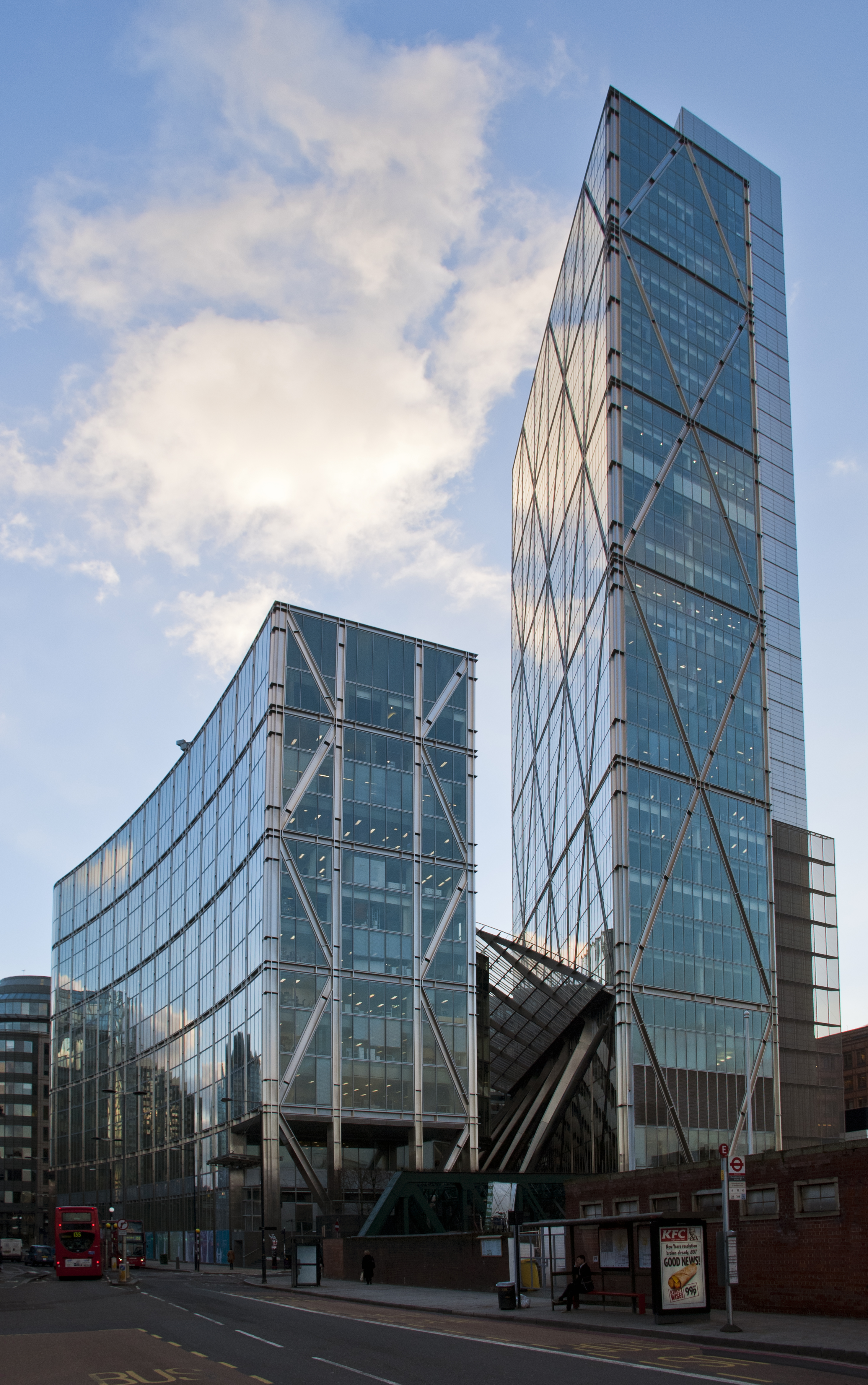
Broadgate Tower

Desde la fundación de la empresa, SOM ha liderado proyectos de planificación y diseño urbano a gran escala. Muchos de estos proyectos han tenido un papel duradero en el desarrollo de ciudades y áreas urbanas en Estados Unidos y el mundo, incluidos Londres, Chicago, Nueva York, Washington D. C., Baltimore, Denver y Portland. La práctica de SOM ha hecho contribuciones influyentes a los enfoques de diseño urbano, como el desarrollo orientado al tránsito, las estrategias de sobreedificación y el urbanismo sostenible. En 1942, el Cuerpo de Ingenieros del Ejército de los Estados Unidos contrató a SOM para un proyecto sumamente confidencial: la planificación de Oak Ridge. En 1945, la ciudad albergaba a 75.000 personas. El trabajo en Oak Ridge preparó a SOM para asumir los proyectos arquitectónicos y de planificación a gran escala que definirían la era de la posguerra.
Durante más de 20 años, SOM participó en el desarrollo de un plan maestro para el National Mall en Washington D. C. En 1962, el presidente John F.Kennedy nombró a Nathaniel Owings como presidente del consejo de rediseño de Pennsylvania Avenue, y el resultante Washington Mall Master Plan de 1966 sentó las bases para un lugar dinámico, acogedor y amigable para los peatones. Un segundo plan maestro desarrollado en 1973, preveía la construcción de importantes instalaciones culturales, incluido el Museo Nacional del Aire y el Espacio, el Museo y Jardín de Esculturas Hirshhorn y el Jardín de Esculturas de la Galería Nacional de Arte. 
En Baltimore en la década de 1960, SOM jugó un papel fundamental en la prevención de la destrucción de los distritos históricos de la ciudad y el Inner Harbor para dar paso a la construcción planificada de una carretera elevada. Como presidente de un equipo para desarrollar un plan alternativo, Nathaniel Owings convenció a la Administración Federal de Carreteras para que firmara un plan para desviar la carretera. Eventualmente se construyó alrededor del puerto y el histórico distrito de Federal Hill, salvando estos vecindarios irremplazables.
En la década de 1970, SOM colaboró con el arquitecto paisajista Lawrence Halprin para planificar y diseñar el Portland Transit Mall. Los objetivos eran revitalizar el centro de la ciudad de Oregón, fomentar el uso del transporte público y crear calles transitables. El Transit Mall ayudó a cambiar la percepción del centro de Portland. Como uno de los primeros proyectos de este tipo en los Estados Unidos, ayudó a marcar el comienzo de una era de diseño de paisajes urbanos que prioriza a las personas. Otra comisión importante en la década de 1970 fue la Boston Transportation Planning Review, un rediseño metropolitano de toda la infraestructura vial y de tránsito de Boston.

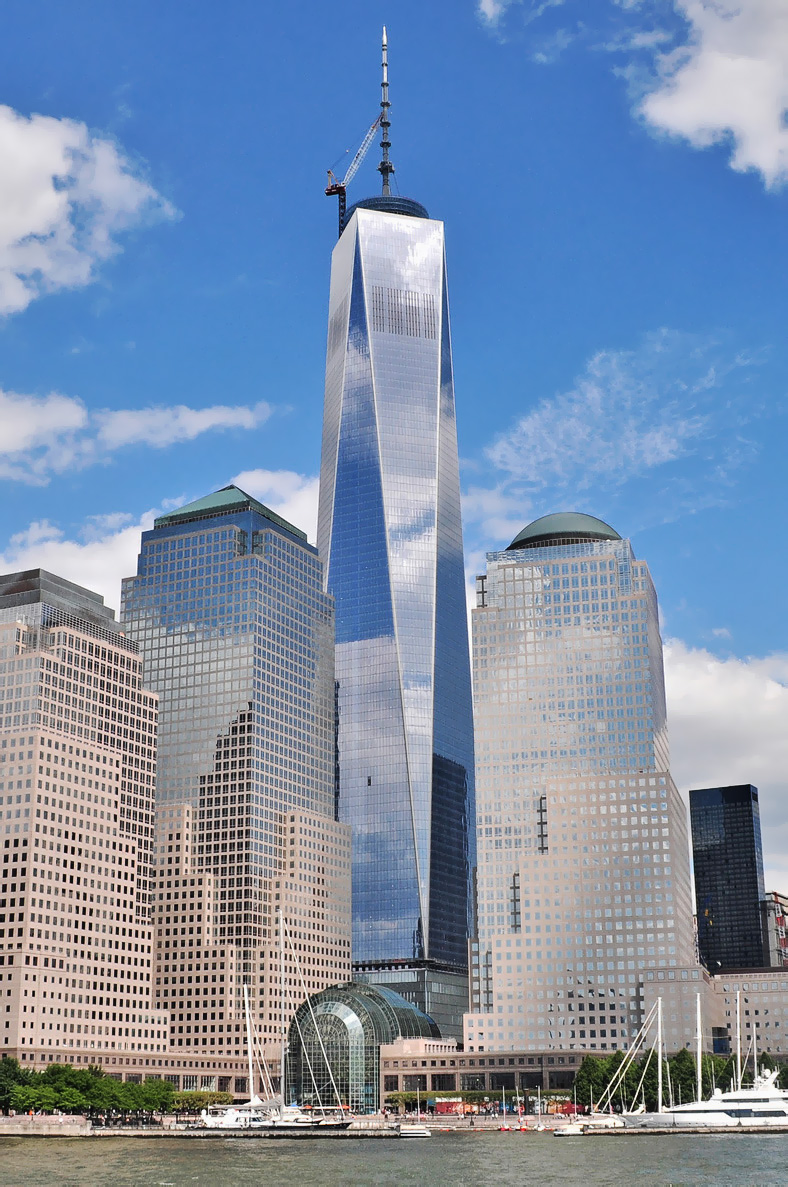
One World Trade Center

A partir de la década de 1980, SOM planificó el diseño y la construcción del Canary Wharf en Londres. Con la intención de dar cabida a un sector financiero floreciente y revitalizar los antiguos Docklands de Londres, el plan incluía más de 20 solares de construcción y una gran cantidad de espacios públicos y comodidades. El plan también preveía una sólida red de transporte, incluida una estación de tren ligero que se conecta con el metro de Londres. La escala masiva del proyecto llevó a la apertura de la oficina de Londres de SOM en 1986. El trabajo de la empresa en Canary Wharf continuó en el nuevo milenio, con la finalización del Five Canada Square en 2002. En el centro de Londres, la oportunidad de construir sobre líneas ferroviarias cerca de la estación de Liverpool Street impulsó la construcción de Broadgate, un nuevo distrito comercial. SOM diseñó el plan maestro y, durante tres décadas, diseñó varios de los 14 edificios del sitio. Para construir estructuras de gran altura sobre una de las estaciones más concurridas de la ciudad y su estación de ferrocarril, el equipo de ingeniería estructural de SOM ideó una plataforma sobre las vías para permitir varias configuraciones de edificios en la parte superior. Exchange House, terminado en 1990, es un edificio que actúa como un puente que cruza las vías. En 2008, se completó Broadgate Tower, el edificio más alto del distrito. SOM también diseñó mejoras en el espacio público para el área.
SOM diseñó el plan maestro para el Millennium Park de Chicago, que se inauguró en 2004 y se ha convertido en una de las atracciones más visitadas de la ciudad. Construido sobre carriles para autobuses, estacionamientos y un patio de trenes, Millennium Park puede considerarse el jardín en la azotea más grande del mundo. Debajo del gran césped, se construyeron dos nuevos niveles de estacionamiento, se agregaron paradas de autobús y se renovaron y ampliaron las estaciones de tren, incluida la estación Millennium. El proyecto revitalizó un sitio del centro anteriormente arruinado y marcó la finalización de la visión de 100 años del planificador de Chicago Daniel Burnham para el área.
En Denver, SOM recibió el encargo de expandir y transformar la histórica Union Station de la ciudad en un importante centro regional. 20 acres de antiguos patios ferroviarios se han convertido en un distrito urbano orientado al tránsito que organiza rutas de trenes ligeros, peatones, bicicletas y autobuses, así como trenes de cercanías e interurbanos. Completado en 2014, el proyecto ha estimulado más de 3,5 mil millones de dólares en inversiones privadas en el distrito circundante.

## Miembros
SOM está estructurado como una sociedad. Los socios actuales y socios consultores son: Mustafa Abadan, Stephen Apking, William Baker, David Childs, Thomas Behr, Keith Boswell, Carrie Byles, Larry Chien, Leo Chow, Brant Coletta, Chris Cooper, Paul Danna, Michael Duncan, Scott Duncan, Philip Enquist, Laura Ettelman, Xuan Fu, TJ Gottesdiener, Gary Haney, Craig Hartman, Kent Jackson, Colin Koop, Brian Lee, Kenneth Lewis, Adam Semel, Jonathan Stein y Douglas Voigt.

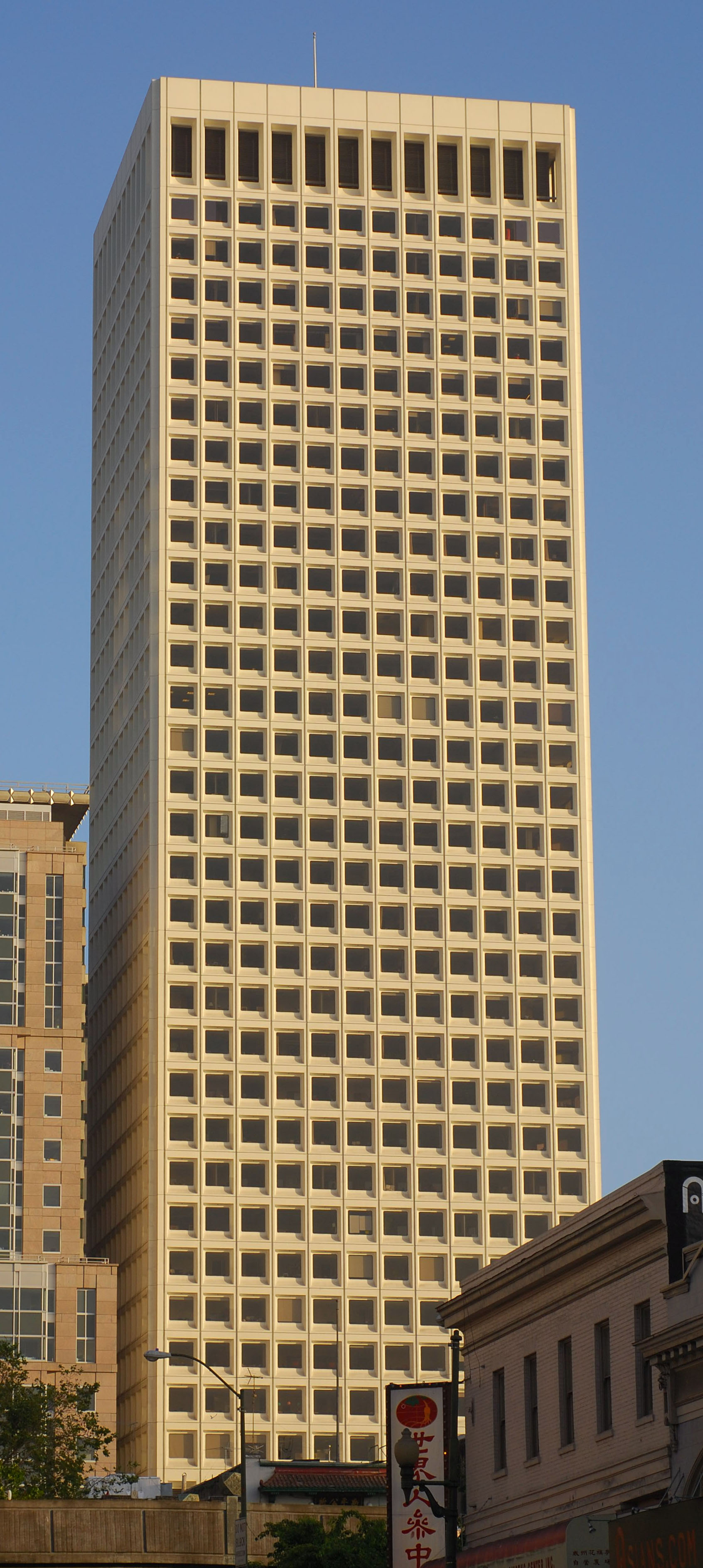
650 California Street, San Francisco

### Fundadores y arquitectos notables
Gordon Bunshaft, que actuó como líder de diseño en SOM durante más de 40 años, recibió el más alto honor de la profesión, el Premio de Arquitectura Pritzker, en 1988. Entre los arquitectos destacados que están asociados con SOM se incluyen: TJ Gottesdiener, Edward Charles Bassett, Natalie de Blois, Gordon Bunshaft, David Childs, Robert Diamant, Myron Goldsmith, Bruce Graham, Gary Haney, Craig W. Hartman, Gertrude Kerbis, Fazlur Rahman Khan, Lucien Lagrange, Walter Netsch, Larry Oltmanns, Eszter Pécsi, Brigitte Peterhans, Norma Merrick Sklarek, Adrian Smith, y Marilyn Jordan Taylor.

## Proyectos escogidos

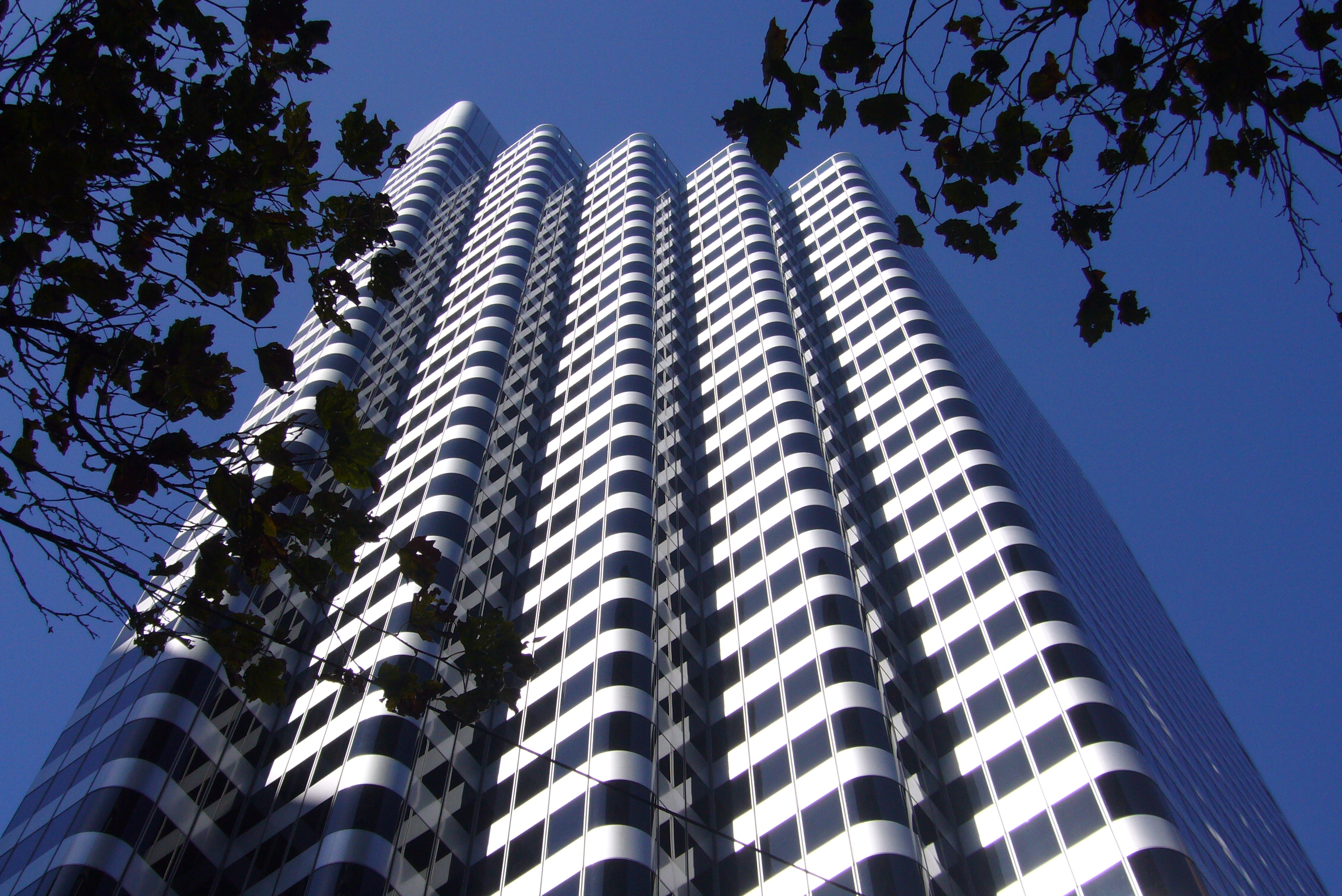
Shaklee Terraces, San Francisco, completed 1979 with a flush aluminum and glass facade and rounded corners.

Esta es una lista con los principales proyectos de Skidmore, Owings and Merrill. 

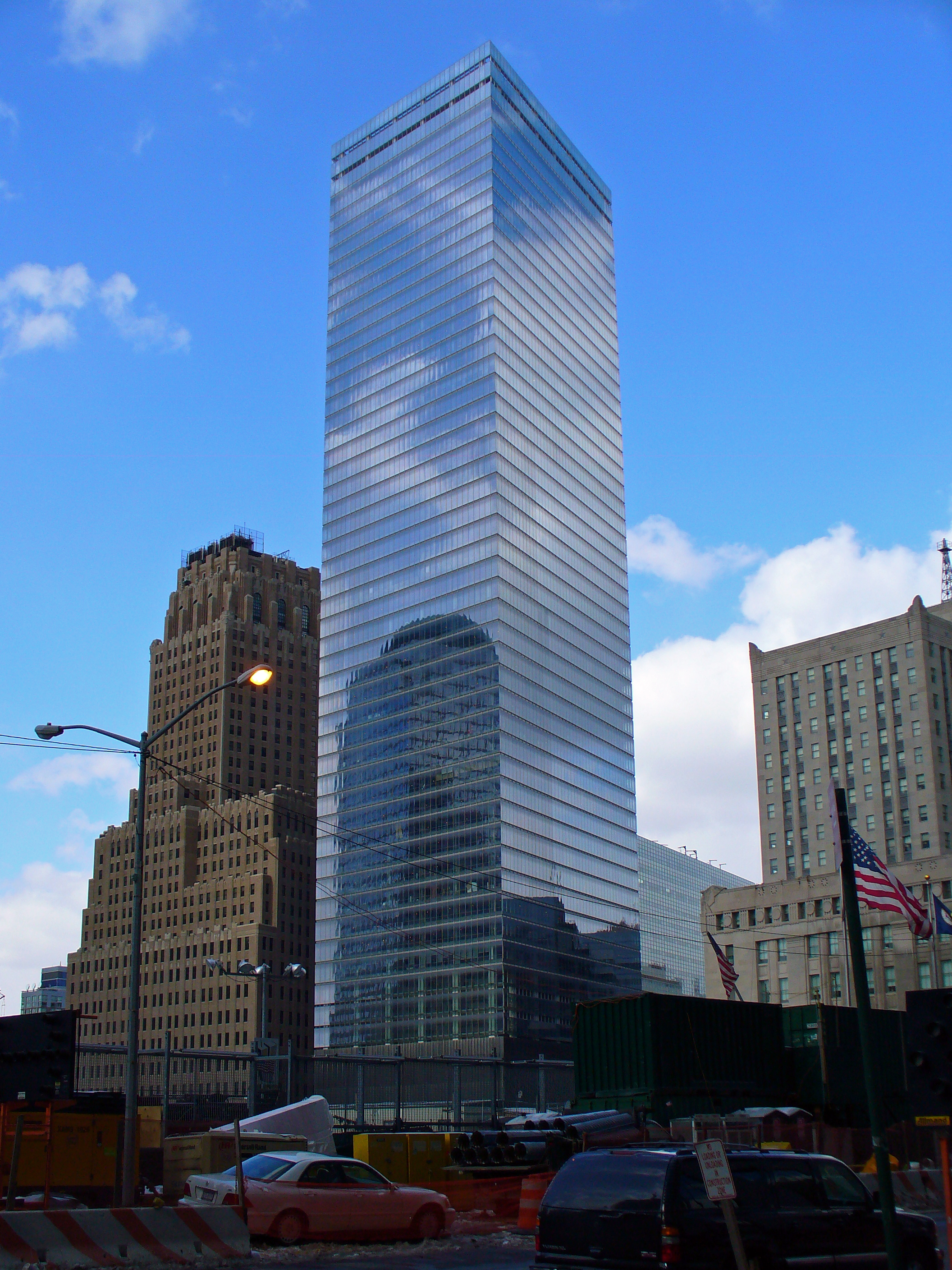
7 World Trade Center, Nueva York.

| Proyecto                                                                                   | Ubicación                     | Año  | Arquitecto(s)                            | Notas                                                                                             | Ref.          |
| ------------------------------------------------------------------------------------------ | ----------------------------- | ---- | ---------------------------------------- | ------------------------------------------------------------------------------------------------- | ------------- |
| Oak Ridge New Town Master Plan                                                             | Oak Ridge                     | 1949 | John O. Merrill                          |                                                                                                   | [ 28 ]        |
| Manhattan House                                                                            | Manhattan                     | 1951 |                                          | Hito de Nueva York                                                                                | [ 29 ]        |
| Lever House                                                                                | Manhattan                     | 1952 | Gordon Bunshaft Natalie de Blois         | Hito de Nueva York National Register of Historic Places                                           | [ 30 ]        |
| Manufacturers Hanover Trust – 510 Fifth Avenue                                             | Manhattan                     | 1954 | Gordon Bunshaft Charles Evans Hughes III | Hito de Nueva York                                                                                | [ 31 ]        |
| Hilton Istanbul Bosphorus                                                                  | Estambul, Turquía             | 1955 |                                          | Primer hotel de cinco estrellas de Turquía                                                        |               |
| Consular Agency of the United States, Bremen                                               | Bremen, Alemania              | 1956 | Gordon Bunshaft                          | Recibió un premio en 1974 de la Asociación de Arquitectos Alemanes                                | [ 32 ] [ 33 ] |
| Inland Steel Building                                                                      | Chicago                       | 1958 | Bruce Graham Walter Netsch               |                                                                                                   | [ 34 ]        |
| Veterans Memorial Coliseum                                                                 | Portland                      | 1960 |                                          | También conocido como Portland Memorial Coliseum.                                                 | [ 35 ]        |
| One Chase Manhattan Plaza                                                                  | Manhattan                     | 1961 |                                          | Hito de Nueva York                                                                                | [ 37 ]        |
| BMA Tower                                                                                  | Kansas City                   | 1961 | Bruce Graham                             | También conocido como One Park Place.                                                             |               |
| Telus Tower                                                                                | Montreal, Canadá              | 1962 | Gordon Bunshaft                          | En francés: Tour Telus. Anteriormente conocida como Casa CIL.                                     |               |
| McMath-Pierce Solar Telescope at Kitt Peak National Observatory                            | Kitt Peak                     | 1962 |                                          |                                                                                                   | [ 38 ]        |
| Beinecke Rare Book and Manuscript Library at Yale University                               | New Haven                     | 1963 | Gordon Bunshaft                          |                                                                                                   | [ 39 ]        |
| United States Air Force Academy Cadet Chapel                                               | Colorado Springs              | 1963 |                                          |                                                                                                   | [ 40 ]        |
| Mauna Kea Beach Hotel                                                                      | Kohala                        | 1965 | Edward Charles Bassett                   |                                                                                                   |               |
| Circle Campus of the University of Illinois at Chicago                                     | Chicago                       | 1965 |                                          |                                                                                                   |               |
| Autzen Stadium de la Universidad de Oregón                                                 | Eugene                        | 1967 |                                          |                                                                                                   |               |
| Louis Jefferson Long Library at Wells College                                              | Aurora                        | 1968 |                                          |                                                                                                   |               |
| Equitable Building                                                                         | Atlanta                       | 1968 |                                          |                                                                                                   |               |
| D90 (Boots Headquarters)                                                                   | Beeston, Reino Unido          | 1968 |                                          | Grade II* listed                                                                                  |               |
| University of Illinois at Chicago – Phase III: Behavioral Sciences Building                | Chicago                       | 1969 |                                          |                                                                                                   | [ 41 ]        |
| 555 California Street                                                                      | San Francisco                 | 1969 |                                          | Anteriormente Bank of America Center.                                                             |               |
| Grand Rapids City Hall & Kent County Administrative Building                               | Grand Rapids                  | 1969 |                                          |                                                                                                   |               |
| John Hancock Center                                                                        | Chicago                       | 1969 |                                          |                                                                                                   |               |
| Red Line – Dan Ryan branch                                                                 | Chicago                       | 1969 | Myron Goldsmith                          |                                                                                                   |               |
| Blue Line – O'Hare branch (Jefferson Park to Logan Square)                                 | Chicago                       | 1970 | Myron Goldsmith                          |                                                                                                   |               |
| Biblioteca Regenstein de la Universidad de Chicago                                         | Chicago                       | 1970 |                                          |                                                                                                   |               |
| Lyndon Baines Johnson Library and Museum                                                   | Austin                        | 1971 |                                          |                                                                                                   |               |
| One HSBC Center                                                                            | Búfalo                        | 1971 |                                          |                                                                                                   |               |
| Weyerhaeuser Headquarters                                                                  | Tacoma                        | 1971 |                                          |                                                                                                   |               |
| Hajj Terminal at King Abdulaziz International Airport                                      | Yeda, Arabia Saudita          | 1972 |                                          |                                                                                                   |               |
| Olympic Tower                                                                              | Manhattan                     | 1972 |                                          |                                                                                                   |               |
| Willis Tower (formerly Sears Tower)                                                        | Chicago                       | 1973 | Bruce Graham Fazlur Khan                 |                                                                                                   |               |
| Carlton Centre                                                                             | Johannesburgo, Sudáfrica      | 1973 |                                          |                                                                                                   |               |
| U.S. Bank Center                                                                           | Milwaukee                     | 1973 | Bruce Graham James DeStefano Fazlur Khan |                                                                                                   |               |
| Edmonton City Centre                                                                       | Edmonton, Canadá              | 1974 |                                          | Anteriormente Edmonton Centre.                                                                    |               |
| First Wisconsin Plaza                                                                      | Madison                       | 1974 |                                          |                                                                                                   |               |
| Estadio Azadi                                                                              | Teherán, Irán                 | 1974 |                                          |                                                                                                   |               |
| City Center Square                                                                         | Kansas City                   | 1977 |                                          |                                                                                                   |               |
| 555 17th Street                                                                            | Denver                        | 1978 |                                          | Anteriormente Anaconda Tower and Qwest Tower.                                                     |               |
| Denver World Trade Center                                                                  | Denver                        | 1979 |                                          |                                                                                                   |               |
| 3 World Trade Center                                                                       | Manhattan                     | 1981 |                                          | También conocido como Marriott World Trade Center. Destroyed in the September 11 attacks in 2001. |               |
| Madison Plaza                                                                              | Chicago                       | 1982 |                                          | Former Hyatt Corporation headquarters.                                                            |               |
| Enerplex, North Building                                                                   | Princeton                     | 1982 |                                          |                                                                                                   |               |
| Hubert H. Humphrey Metrodome                                                               | Mineápolis                    | 1982 |                                          | Demolido en 2014.                                                                                 |               |
| AT&T Midtown Center                                                                        | Atlanta                       | 1982 |                                          | Anteriormente BellSouth Center and Southern Bell Center.                                          |               |
| Georgia-Pacific Tower                                                                      | Atlanta                       | 1982 |                                          |                                                                                                   |               |
| Wells Fargo Center                                                                         | Los Ángeles                   | 1983 |                                          |                                                                                                   |               |
| U.S. Bancorp Tower                                                                         | Portland                      | 1983 |                                          | Nicknamed Big Pink.                                                                               |               |
| National Commercial Bank Headquarters                                                      | Yeda, Arabia Saudita          | 1983 |                                          |                                                                                                   |               |
| Université saad dahleb, blida                                                              | Blida, Algeria                | 1984 | Skidmore                                 | Université de Blida 1                                                                             | [ 42 ]        |
| Trammell Crow Center                                                                       | Dallas                        | 1984 |                                          |                                                                                                   |               |
| Republic Plaza                                                                             | Denver                        | 1984 |                                          |                                                                                                   |               |
| Fort Wayne Museum of Art                                                                   | Fort Wayne                    | 1984 |                                          |                                                                                                   |               |
| Southeast Financial Center                                                                 | Miami                         | 1984 |                                          |                                                                                                   |               |
| 1515 Poydras                                                                               | Nueva Orleans                 | 1984 |                                          | Anteriormente Gulf Building                                                                       |               |
| 63 Building                                                                                | Seúl, Corea del Sur           | 1985 |                                          | En Yeouido                                                                                        |               |
| Wachovia Tower                                                                             | Birmingham                    | 1986 |                                          |                                                                                                   |               |
| McCormick Place - Phase 2 - Exposition Center Expansion North Building                     | Chicago                       | 1986 |                                          |                                                                                                   | [ 43 ]        |
| Cannoneer Court en el Instituto Pratt                                                      | Brooklyn                      | 1986 |                                          |                                                                                                   |               |
| Wells Fargo Tower                                                                          | Birmingham                    | 1987 |                                          | Anteriormente conocido como SouthTrust Tower y Wachovia Tower.                                    |               |
| 321 North Clark                                                                            | Chicago                       | 1987 |                                          |                                                                                                   |               |
| Chase Tower                                                                                | Dallas                        | 1987 |                                          | También conocido como JPMorgan Chase Tower and Texas Commerce Tower. Nicknamed Keyhole Building.  |               |
| Leo J. Pantas Hall en el Instituto Pratt                                                   | Brooklyn                      | 1987 |                                          |                                                                                                   |               |
| SunTrust Center                                                                            | Orlando                       | 1988 |                                          | Edificio más alto de Orlando                                                                      |               |
| NBC Tower                                                                                  | Chicago                       | 1989 |                                          |                                                                                                   |               |
| One Worldwide Plaza                                                                        | Manhattan                     | 1989 | David Childs                             |                                                                                                   |               |
| 461 Fifth Avenue                                                                           | Manhattan                     | 1989 |                                          |                                                                                                   |               |
| Milwaukee Center                                                                           | Milwaukee                     | 1989 |                                          |                                                                                                   |               |
| Roosevelt Hospital                                                                         | Manhattan                     | 1990 |                                          |                                                                                                   |               |
| Islamic Cultural Center of Nueva York                                                      | Manhattan                     | 1991 |                                          |                                                                                                   |               |
| 100 East Pratt Street                                                                      | Baltimore                     | 1992 |                                          |                                                                                                   |               |
| Brookfield Place                                                                           | Toronto, Canadá               | 1992 | Bregman + Hamann Architects              |                                                                                                   |               |
| Hong Kong Convention and Exhibition Centre                                                 | Hong Kong                     | 1997 |                                          |                                                                                                   |               |
| Kirchsteigfeld                                                                             | Kirchsteigfeld, Alemania      | 1997 |                                          |                                                                                                   | [ 44 ]        |
| Terminal 3 of Ninoy Aquino International Airport                                           | Manila, Filipinas             | 1997 |                                          |                                                                                                   |               |
| Sioux City Art Center                                                                      | Sioux City                    | 1997 |                                          |                                                                                                   | [ 45 ]        |
| MEO Arena                                                                                  | Lisboa, Portugal              | 1998 |                                          | Anteriormente Pavilhão Atlântico (Atlántico Pavilion).                                            | [ 46 ]        |
| Jin Mao Tower                                                                              | Shanghái, China               | 1999 |                                          |                                                                                                   | [ 47 ]        |
| Embassy of the United States, Ottawa                                                       | Ottawa, Canadá                | 1999 | Gary HaneyDavid Childs                   |                                                                                                   |               |
| Korea World Trade Center Expansion                                                         | Seúl, Corea del Sur           | 2000 |                                          |                                                                                                   |               |
| PBCom Tower                                                                                | Makati, Filipinas             | 2000 |                                          | Tallest building in the Philippines.                                                              |               |
| 7 South Dearborn                                                                           | Chicago                       |      |                                          | Planeado pero nunca construido.                                                                   |               |
| Adelaide Convention Centre                                                                 | Adelaida, Australia           | 2001 |                                          |                                                                                                   |               |
| Aeropuerto Internacional John F. Kennedy, edificio de llegadas internacionales, Terminal 4 | Queens                        | 2001 | Marilyn Jordan Taylor                    |                                                                                                   |               |
| Terminal Internacional del Aeropuerto Internacional de San Francisco                       | San Francisco                 | 2001 | Craig W. Hartman                         |                                                                                                   |               |
| Dallas Convention Center                                                                   | Dallas                        | 2002 |                                          |                                                                                                   |               |
| Time Warner Center                                                                         | Manhattan                     | 2003 |                                          |                                                                                                   |               |
| Random House Tower                                                                         | Manhattan                     | 2003 |                                          |                                                                                                   |               |
| Terminal 3 del Aeropuerto Internacional Ben Gurión                                         | Tel Aviv, Israel              | 2004 | Marilyn Jordan Taylor                    | En asociación con Moshe Safdie.                                                                   |               |
| Rondo 1                                                                                    | Varsovia, Polonia             | 2005 |                                          | También conocido como Rondo ONZ.                                                                  |               |
| 10 Exchange Square                                                                         | Londres, Reino Unido          | 2004 |                                          |                                                                                                   |               |
| Finsbury Avenue Square                                                                     | Londres, Reino Unido          | 2004 |                                          |                                                                                                   |               |
| Samsung Tower Palace 3 – Tower G                                                           | Seúl, Corea del Sur           | 2004 |                                          | En asociación con Samoo Architects & Engineers                                                    |               |
| Terminal 1 del Aeropuerto Internacional Toronto Pearson                                    | Toronto, Canadá               | 2004 |                                          | En asociación con Adamson Associates Architects, y Moshe Safdie & Associates                      |               |
| Jianianhua Centre                                                                          | Chongqing, China              | 2005 |                                          |                                                                                                   |               |
| AIG Tower                                                                                  | Hong Kong                     | 2005 |                                          |                                                                                                   |               |
| New Providence Wharf                                                                       | Londres, Reino Unido          | 2006 |                                          |                                                                                                   |               |
| 7 World Trade Center                                                                       | Manhattan                     | 2006 |                                          |                                                                                                   |               |
| Tokyo Midtown                                                                              | Tokio, Japón                  | 2007 |                                          |                                                                                                   |               |
| Aeropuerto de Dublín                                                                       | Dublín, Irlanda               | 2007 |                                          |                                                                                                   |               |
| Terminal 3 del Aeropuerto Internacional de Singapur                                        | Singapur                      | 2007 | Marilyn Jordan Taylor                    | En asociación con CPG Corporation.                                                                |               |
| 101 Warren Street                                                                          | Manhattan                     | 2007 |                                          |                                                                                                   |               |
| Esentai Tower                                                                              | Almatý, Kazajistán            | 2008 |                                          |                                                                                                   |               |
| Cathedral of Christ the Light                                                              | Oakland                       | 2008 |                                          |                                                                                                   |               |
| Centennial Towers                                                                          | San Francisco                 | 2008 |                                          |                                                                                                   |               |
| Chemsunny Plaza                                                                            | Pekín, China                  | 2008 |                                          |                                                                                                   |               |
| University of Utah Campus Master Plan                                                      | Salt Lake City                | 2008 |                                          |                                                                                                   | [ 48 ]        |
| 222 Main                                                                                   | Salt Lake City                | 2009 |                                          |                                                                                                   | [ 49 ]        |
| Trump International Hotel and Tower                                                        | Chicago                       | 2009 |                                          |                                                                                                   |               |
| Pan Peninsula                                                                              | Londres, Reino Unido          | 2009 |                                          |                                                                                                   |               |
| Al Rajhi Bank Headquarters                                                                 | Riad, Arabia Saudita          | 2009 |                                          |                                                                                                   |               |
| Burj Khalifa                                                                               | Dubái, Emiratos Árabes Unidos | 2010 |                                          |                                                                                                   |               |
| Nanjing Greenland Financial Center                                                         | Nanjing, China                | 2010 |                                          |                                                                                                   |               |
| China World Trade Center Tower III                                                         | Pekín, China                  | 2010 |                                          |                                                                                                   |               |
| Al Hamra Tower                                                                             | Kuwait (ciudad), Kuwait       | 2011 |                                          |                                                                                                   |               |
| John Jay College of Criminal Justice                                                       | Manhattan                     | 2011 | Marilyn Jordan Taylor                    |                                                                                                   | [ 50 ]        |
| 510 Fifth Avenue                                                                           | Manhattan                     | 2012 |                                          | Renovación y reutilización adaptativa.                                                            | [ 51 ]        |
| Universidad de Carolina del Norte Genome Science Lab                                       | Chapel Hill                   | 2012 |                                          |                                                                                                   | [ 52 ]        |
| Zuellig Building                                                                           | Makati, Filipinas             | 2012 |                                          |                                                                                                   | [ 53 ]        |
| Chongqing Rural Commercial Bank Financial Building                                         | Chongqing, China              | 2012 |                                          |                                                                                                   | [ 54 ]        |
| Dallas City Performance Hall                                                               | Dallas                        | 2012 |                                          |                                                                                                   |               |
| One World Trade Center                                                                     | Manhattan                     | 2013 |                                          |                                                                                                   | [ 55 ]        |
| Pearl River Tower                                                                          | Cantón, China                 | 2013 |                                          |                                                                                                   | [ 56 ]        |
| KAFD Conference Center at King Abdullah Financial District                                 | Riad, Arabia Saudita          | 2014 |                                          |                                                                                                   | [ 57 ]        |
| Chhatrapati Shivaji International Airport Terminal 2                                       | Bombay, India                 | 2014 |                                          |                                                                                                   | [ 58 ]        |
| The New School University Center                                                           | Manhattan                     | 2014 |                                          |                                                                                                   | [ 59 ]        |
| United States Air Force Academy Center for Character & Leadership Development              | Colorado Springs              | 2014 |                                          |                                                                                                   | [ 60 ]        |
| Sede de la OTAN                                                                            | Bruselas, Bélgica             | 2015 |                                          |                                                                                                   | [ 61 ]        |
| OKO Tower                                                                                  | Moscú, Rusia                  | 2015 |                                          |                                                                                                   | [ 62 ]        |
| Poly International Plaza                                                                   | Pekín, China                  | 2015 |                                          |                                                                                                   | [ 63 ]        |
| Talan Towers                                                                               | Astaná, Kazajistán            | 2017 |                                          |                                                                                                   |               |
| Kempegowda International Airport Terminal 2                                                | Bangalore, India              | 2017 |                                          |                                                                                                   | [ 64 ]        |